# Evolution und Schöpfung (Pierre Teilhard de Chardin)
|  | Dieser Artikel wurde aufgrund von akuten inhaltlichen oder formalen Mängeln auf der Qualitätssicherungsseite des Portals Christentum eingetragen. Bitte hilf mit, die Mängel dieses Artikels zu beseitigen, und beteilige dich bitte an der Diskussion. |

Mit der Verbreitung von Darwins Evolutionstheorie in der zweiten Hälfte des 19. Jahrhunderts hat sich eine Kluft aufgetan zwischen deren Anhängern und den Verfechtern eines biblischen Schöpfungsglaubens. Der französische Theologe und Naturwissenschaftler Pierre Teilhard de Chardin war zeit seines Lebens bemüht, diese Kluft zu überbrücken.
Teilhard studierte zuerst Naturwissenschaften und Philosophie und wurde erst während des anschließenden Theologiestudiums mit der Idee der kosmischen Evolution konfrontiert. Er versuchte, diese Erkenntnis in sein christliches Glaubensverständnis zu integrieren und wagte erste Schritte zu einer Synthese von Glauben und Wissen, Schöpfung und Evolution. Dabei relativierte sich für Teilhard auch der traditionelle Dualismus von Geist und Materie. Teilhard tastete sich so vom herkömmlichen statischen zu einem evolutionären Weltbild.
Wie sich die Hauptideen Teilhards schrittweise herausgebildet haben, geht aus seinen frühesten Schriften hervor, die er während seiner theologischen Studienjahre zwischen 1905 und 1912 verfasst hat. Diese Schriften, von der bisherigen Teilhard-Rezeption noch kaum berücksichtigt, sind zentral für das Verständnis seines Denkens. Thomas Becker hat diese Arbeiten Teilhards 1987 zugänglich gemacht und in einen Zusammenhang gestellt.

Pierre Teilhard de Chardin 29-jährig zur Zeit seines Theologiestudiums

## Ausgangslage
Teilhards Ausgangspunkt war – aufgrund seiner naturwissenschaftlichen Ausbildung – die Materie, wie sie die klassische Physik im Rahmen eines statischen Weltbildes bestimmte. Von dieser Materieauffassung aus begab sich Teilhard bereits 1905 auf die Suche nach einem „Unterhalb“ der Dinge, das er in einer gewissen „Unbestimmtheit“ der Materie erahnte (siehe Kapitel Geist und Materie). Nachdem Teilhard ca. 1908 für sich die biologische Evolution entdeckt hatte, führte von diesem „Unterhalb“ der Dinge ein direkter Weg über die „Innendimension“ von Pflanzen und Tieren (1911) bis hin zum Bewusstsein des Menschen (1912).
Die Genese seiner neuen, evolutionären Weltsicht war von Beginn an von der kirchlichen Zensur bedroht. Denn seine neue Sichtweise bedeutete eine totale Umgestaltung der auf dem herkömmlichen statischen Weltbild basierenden Philosophie und Theologie zu einem völlig neuen, am kosmischen Prozess der Evolution orientierten Denken. Dieses Umdenken ist vergleichbar mit der kopernikanischen Wende, also dem Übergang von geozentrischen zum heliozentrischen Weltbild am Beginn der Neuzeit.
Bemerkenswert ist auch, wie sich Teilhards Naturbegriff während seines Theologiestudiums veränderte. Er musste sich mit idealistischen Denkern auseinandersetzen, die die Materie geringschätzten. Er vermied es jedoch vorerst, die Materie positiv zu bestimmen, sondern beschrieb sie als eine „geheimnisvolle und beunruhigende Sache“. Tatsächlich maß er jedoch der Materie stets einen hohen Wert zu. Nach ihm gehört sie vom Anfang bis zum Ende unaufhebbar zur irdischen Wirklichkeit und kann durch nichts aufgehoben werden. Er betonte ihre Dauerhaftigkeit und Beständigkeit und lehnte eine wie auch immer begründete Abwertung der Materie als grundsätzlich unchristlich ab.

## Vordenker
Teilhard wurde, wie er in einem Brief schrieb, besonders von seinem Landsmann Blaise Pascal, aber auch von Platon, Leibniz und Isaac Newton beeinflusst. Er nahm aber auch Gedankenelemente zeitgenössischer Denker auf und fügte sie kreativ in sein eigenes in Entstehung begriffenes, umfassendes Gedankengebäude ein. Man kann von einer „Entwicklung seines Entwicklungsdenkens“ sprechen. Neben John Henry Newman sind hier insbesondere die französischen Philosophen Maurice Blondel und Henri Bergson sowie sein Mitbruder, Studienkollege und Freund Pierre Rousselot zu nennen.

### Henri Bergson und der „élan vital“
Unbestritten ist auch der Einfluss von Henri Bergson auf das Denken Teilhards. Bergson war ein französischer Philosoph und Nobelpreisträger für Literatur. Sein bekanntester Begriff ist der „élan vital“, den er in seiner „Philosophie des Lebendigen“ (Die schöpferische Entwicklung, frz. 1907, dt. 1921) in genauer Kenntnis der Biowissenschaften seiner Zeit einführte.
1909 war Bergson im Zusammenhang mit dem Modernismusstreit bei römisch-katholischen Kirchenvertretern in Ungnade gefallen. 1914 wurde Bergsons erstes Hauptwerk auf den Index der verbotenen Bücher gesetzt. Teilhard selbst nannte Bergson in seiner autobiografischen Schrift Das Herz der Materie von 1950 als denjenigen, der ihm (ca. 1908) die Augen für die Evolution geöffnet hatte. Im Unterschied zu Bergson, der den Evolutionsverlauf als divergent schilderte, postulierte Teilhard jedoch eine „schöpferische Einigung“.

### Natur und Glaube bei Pierre Rousselot
Pierre Rousselot hatte 1908 den Artikel Idéalisme et Thomisme verfasst. Danach sind alle materiellen Dinge einerseits abhängig von der Existenz des menschlichen Bewusstseins, andererseits repräsentiert die materielle Welt einen hohen Wert aus sich heraus für das Menschsein. Teilhard wurde sich durch seinen Freund Rousselot der theologischen Relevanz der Evolution in den Jahren 1908/1909 bewusst, wandte sich aber von der idealistischen Metaphysik Rousselots ab und kehrte sie um: Nicht die Projektion des menschlichen Geistes auf die Welt gibt dieser den eigentlichen Sinn, sondern dieser wohnt der Welt und damit auch aller Materie von sich aus inne.
Rousselots Artikel von 1908 durfte unter anderem wegen seiner zu großen Nähe zu Bergson nicht erscheinen, das heißt, die Veröffentlichung wurde von der römisch-katholischen Zensur „wegen modernistischer, idealistischer und evolutionistischer Tendenzen“ untersagt. Durch die Zurückweisung der Gedanken Rousselots auch durch die Ordensoberen spürte Teilhard schon früh den Widerstand gegen das neue evolutive Weltbild.
Bei allen genannten Vordenkern stößt man auf das Phänomen, dass Teilhard Elemente ihrer Anschauungen in sein Denken integrierte, aber dabei die „Denkrichtung“ seiner Vorbilder gewissermaßen umdrehte: Alle drei genannten Philosophen – Blondel, Bergson und Rousselot – bestimmten den Sinn der Welt vom Menschen her. Teilhard dagegen versuchte allmählich, auch das Werden des vormenschlichen Kosmos in seine neue Weltdeutung zu integrieren. Auf diese Weise gelang es ihm, die Materie in die Entstehungsgeschichte des Geistes einzubeziehen.

## Theologische Entwicklungsschritte

### Die Wahrheit hinter den Erscheinungen (1905)
In seiner ersten veröffentlichten Schrift Von der Willkür in der Physik (1905) entwickelt der 24-jährige Teilhard das Konzept des „Unterhalb der Dinge“ (später: das „Innen der Dinge“). In dieser wissenschaftskritischen Arbeit zitiert er zunächst Aussagen von Physikern und Wissenschaftstheoretikern zur prinzipiellen Relativität physikalischer und naturwissenschaftlicher Aussagen. Angesichts der Vielfalt der Naturerscheinungen sucht Teilhard nach einer Wahrheit, die hinter all diesen Erscheinungen liegt. Dieser glaubt sich Teilhard später in seinem Hauptwerk Der Mensch im Kosmos (fr. 1947, dt. 1959) durch eine transzendierende Erkenntnisweise und „wissenschaftliche Schau“ nähern zu können.

### Schöpfung und Entwicklung (1909)
Die erste theologische Veröffentlichung Teilhards, Die Wunder von Lourdes (1909), setzt die Studie von 1905 Über die Willkür der Physik fort. Sie spannt einen Bogen zwischen der kirchlichen Position der Tatsächlichkeit von Wunderheilungen und der Sichtweise der Naturwissenschaft. Teilhard bringt hier erstmals verhalten die Evolution ins Spiel.
Teilhard diskutiert die psychosomatische Genese von Krankheiten, wie auch durch Auto- oder Fremdsuggestion erfolgte Krankenheilungen. Da es für manche Heilungen von Lourdes keine naturwissenschaftliche Erklärung gibt, interpretiert die Kirche diese Heilungen als Wunder, das heißt als ein Wirken Gottes. Diese Wunder haben jedoch nach Teilhard nicht den Charakter eines dem Wissen generell verschlossenen Geheimnisses. Es seien Phänomene, die von der derzeitigen Wissenschaft nicht erklärt werden können und denen sich die Kirche deutend annimmt. Die Wunderheilungen von Lourdes stünden seiner Meinung nach mit einem der Wissenschaft noch unbekannten geistigen Prinzip der Materie in Verbindung. Gott habe Materie so geschaffen, dass bei entsprechender Kombination ihrer Grundelemente neue Eigenschaften wie Leben oder der Geist in Erscheinung träten.
Der für Teilhard später wichtige Begriff „Geist“ (französisch: „esprit“) findet sich in diesem Text noch nicht. Doch 1909 beginnt er, wie er in Das Herz der Materie von 1950 darlegt, den ihm anerzogenen Dualismus von Geist und Materie in Frage zu stellen.

### Der Mensch als Sonderfall der Evolution (1911)

Teilhard in Hastings/England, 1911

In einer Vorstudie zum Lexikonartikel Der Mensch aus Sicht der Lehre der Kirche von 1912 gibt Teilhard eine systematische und kommentierte Aufstellung der vier zeitgenössischen Positionen zum Thema Evolution. Überwunden sieht er den klassischen Darwinismus mit seiner Fokussierung auf den Kampf ums Dasein und auf die natürliche Selektion und das damit einhergehende Überleben der am besten angepassten Individuen. In dieser Konzeption kann nach Teilhard das Auftreten neuer Merkmale und komplexerer Formen nicht erklärt werden.
Den gegenteiligen Vorwurf erhebt Teilhard gegenüber dem Neodarwinismus. Dieser biete zwar durch die Einbeziehung der mendelschen Vererbungslehre eine Erklärung für die spontan auftretenden Mutationen. Nach Teilhard berücksichtigt er jedoch den Einfluss der Umwelt nur ungenügend. Weiter stellt Teilhard fest, dass sich der neo-lamarckistische Ansatz und die von Lamarck postulierte Erblichkeit erworbener Eigenschaften nur sehr schwer bis gar nicht nachweisen lassen.
Teilhard selbst favorisiert eine vierte Theorie, den „vitalistischen Transformismus“, und folgt damit einem Trend, den um 1910 auf Ausgleich bedachte Philosophen und Theologen wie Bergson vorgegeben haben. Teilhard glaubt, dass das vitalistische Konzept (Lebenskraft als eigenständiges Prinzip) die Beschränkungen und Unvollständigkeiten der drei anderen klassischen Theorien mehr als wett mache.
Mit dem Konzept des „inneren Anstoßes“, der „poussée interne“ setzt sich Teilhard allerdings deutlich von Henri Bergson und seinem „élan vital“ ab. Die Wurzeln der „poussée interne“ lassen sich bereits in Teilhards Lourdes-Artikel nachweisen, indem dieser Begriff das Wirken Gottes in der Welt beschreibt.
Teilhard behandelt den Menschen als einen evolutionären Sonderfall. Wegen des Auftretens der Intelligenz beim Menschen muss nach Teilhard ein „göttlicher Akt“ oder ein „Schöpfer der Seele“ anerkannt werden. Höchste Verbindlichkeit für den Glauben habe die Erschaffung einer Seele für Adam, den ersten Menschen. Teilhard lässt die biologische Herkunft des Menschen als eine Denkmöglichkeit zu, die aufgegriffen werden müsse, wenn eindeutige wissenschaftliche Beweise für diese Herkunft aus dem Tierreich erbracht seien.
Die sogenannte Monogenismus-These (alle Menschen stammen von einem einzigen Paar ab) qualifiziert Teilhard als eine Behauptung, die dem Glauben nahe ist. Alle anderen Aussagen der biblischen Offenbarung, insbesondere die Aussage über das Alter des Menschen, erklärt Teilhard als dogmatisch nicht verbindlich. Der Glaube als christliche Grunddimension müsse prinzipiell keine Angst vor wissenschaftlichen Entdeckungen hegen; der Kern des Glaubens könne niemals durch die Wissenschaft zerstört werden.

### Die menschliche Seele als creatio ex nihilo (1912)
Gegen Ende seines Theologiestudiums verfasst Teilhard einen Teil des Lexikonartikels Der Mensch aus der Sicht der Lehre der Kirche und der spiritualistischen Philosophie.
Ein Dekret der römischen Bibelkommission vom 30. Juni 1909 (De charactere historico trium priorum capitum Geneseos) lässt insbesondere bei der speziellen Schöpfung des Menschen und bei der Bildung der ersten Frau aus dem ersten Mann nur den „buchstäblichen und historischen Sinn“ der Genesis-Berichte zu, als „die besondere Intervention des Schöpfers beim Ursprung des Menschen“ hinsichtlich Leib und Seele. Teilhard kennt diesen Entscheid der Bibelkommission. Er verfasst den erwähnten Artikel über den Menschen in einem Klima der scharfen Trennung zwischen kirchlicher Lehre und dagegen polemisierender Naturwissenschaftlern wie z. B. dem deutschen Biologen Ernst Haeckel. Dazu schreibt Thomas Becker:

„Teilhards Ringen mit der Evolution gleicht einer Gratwanderung zwischen Wissen und Glauben, bei der ein falsches Wort den Ausschluss aus dem Orden oder mindestens die Zurückweisung durch die Zensur zur Folge haben konnte.“

Es ist der erste und zugleich letzte Text Teilhards, in dem er als Vertreter der offiziellen katholischen Dogmatik auftritt. Er arbeitet in seinem Part die Vereinbarkeit von christlichem Glauben mit zeitgenössischen Aussagen der Philosophie und der Naturwissenschaften bezüglich der Natur des Menschen heraus. Danach besteht der Mensch aus einem Körper und einer Seele, und sein individuelles Ich bleibt seit dem ersten Augenblick seiner Existenz über alles Erleben hin dasselbe. Teilhard konstatiert die radikale Unvereinbarkeit dieses Dogmas mit dem Materialismus, dem Determinismus und einem materialistischen Evolutionismus: Eine reine Abstammung des Menschen von nicht-menschlichen Lebewesen ist für einen Christen keine Denkmöglichkeit. Der Mensch repräsentiert eine eigene Kategorie, und zumindest die menschliche Seele verdankt ihr Sein einer von allem sichtbaren Werden unabhängigen Quelle. Teilhard weist den Evolutionismus, der dem Menschen jeglichen Transzendenzbezug abspricht, zurück. Er verteidigt die Glaubensaussage von der unmittelbaren Erschaffung der Seele des ersten Menschen durch Gott, also eine creatio ex nihilo.
Seinen „Inneren Anstoß“ von 1911 entwickelt er zu einem „schöpferischen Impuls“ weiter, den er als das Wirken Gottes in der Welt auslegt. Dabei greift er wieder das Konzept einer creatio continua aus seinem Lourdes-Artikel auf. Teilhard möchte damit die Naturwissenschaftler davon überzeugen, dass das Wirken Gottes in der Welt im Sinne schöpferischer Impulse dem naturwissenschaftlichen Wirklichkeitsverständnis nicht widerspricht, weil es die Denkweise der Naturwissenschaft nicht zerstöre und nie nach dem Warum frage. Sie betreffe nur die Natur selbst, in der Gott durch das „Innen“ (fr. le dedans) wirke. Hier taucht in Teilhards Denksystem erstmals der Begriff des „Innen“ auf.
Sodann wehrt sich Teilhard gegen die evolutionsbiologische Sicht von Naturwissenschaftlern, die im Menschen nichts anderes sehen als physikalisch-chemische Vorgänge. Diese Reduktion des Menschen auf Physik und Chemie weist Teilhard sehr modern mit dem Hinweis auf die Systemeigenschaft des Lebens zurück.

## Geist und Materie

### Unbestimmtheit als Wirkmöglichkeit Gottes
Die Dimension, die Teilhard bereits in seiner allerersten Schrift von 1905 „unterhalb der Dinge“ sucht, glaubt er in einer gewissen Unbestimmtheit als organisierende Wirklichkeit der Materie gefunden zu haben. 1909 sieht er in den indeterminierten Elementen der Materie das Wirken Gottes. Und 1912 wird ihm klar, was das Gegenteil des Determinismus und des Automatismus der Materie ist: die Spontaneität.
Dass Teilhard schon den untersten materiellen Strukturen gewisse Freiheitsgrade zugesteht, widerspricht sämtlichen damals herrschenden Vorstellungen.
Dieses „freie“ Element innerhalb der Materie verteidigt Teilhard in den folgenden Jahren gegen alle theologischen Widerstände, die lediglich den Automatismus der Materie sehen. Auf der Ebene des Menschen ist dieser Indeterminismus die Freiheit. Unter dem Überbegriff der Spontaneität wird für Teilhard so innerhalb seines evolutionären Weltbildes die Verbindung von „Innen“ und „Bewusstsein“ möglich. Im Buch Der Mensch im Kosmos wird er 1940 schreiben:

„Ein Innen, ein Bewusstsein und deshalb Spontaneität: diese drei Ausdrücke meinen dieselbe Sache. Empirisch einen absoluten Anfang für sie anzusetzen, steht uns nicht frei; sowenig wie für irgendeine andere Entwicklungslinie des Universums.“

### Kein Geist ohne Materie?
Schon 1912 zeigt sich, wie sehr Teilhard das Leben als Weiterentwicklung der Materie sieht. Ebenso nimmt er an, dass es beim Menschen zwischen der Materie und dem Geist eine „Zone des Übergangs“ gibt: Wenn die Seele den Körper belebt, dann vereinigt sie sich derart innig mit diesem Körper, dass sie nicht mehr ohne die materiellen Elemente, mit denen sie sich verbindet, verstanden werden kann. Die zwei Elemente sind in einer gewissen Weise ineinander überführbar und lassen sich nicht mehr derart gegenüberstellen, wie es ein Dualismus behauptet.
Damit macht Teilhard einen wichtigen Schritt in Richtung seiner späteren Konzeption der „Geist-Materie“. Die Geist werdende Materie ist prinzipiell denkmöglich, wenn es einen Übergang von der einen Dimension zur anderen gibt.
In diesem Zusammenhang stellt Teilhard auch in Frage, ob der Geist ohne die Materie überhaupt denken kann. Er weist bereits hier auf die Schwierigkeiten hin, die aus der dualistischen Sichtweise entstehen: Geist und Materie müssten zwar unterschieden werden, aber nicht im Sinn eines „fundamentalen Dualismus“. (Siehe dazu auch: Hylemorphismus.)
Auf der anderen Seite hält Teilhard daran fest, dass die menschliche Seele durch Gott geschaffen ist und sich von der Materie durch ihre Geistigkeit, Substantialität und Unsterblichkeit unterscheidet. Er akzeptiert so einen gewissen Dualismus zwischen Geist und Materie.
Als ein weiterer Schritt wird Teilhard später in Der Göttliche Bereich die gemeinsame Entwicklung von Geist und Materie im Verlauf der kosmischen Evolution betonen:

„Mag unsere Seele auch noch so selbständig sein, sie ist doch die Erbin eines Daseins, das vor ihr durch das Zusammenwirken aller irdischen Kräfte wunderbar bearbeitet wurde. Auf einer bestimmten Entwicklungsstufe begegnet die Seele dem Leben und vereinigt sich mit ihm.“

Es falle auf, dass Teilhard 1912 die theologische Auffassung von einer anima separata bzw. eines nach dem Tod vom Körper getrennten „reinen Geistes“ nicht übernimmt, obwohl er sich immer wieder Gedanken über das Leben nach dem Tod macht. Vielmehr betone er das Überleben der konkreten irdischen Materie, die nach einer Transformation der Vernichtung entzogen sein wird.
Teilhards integrative Weltanschauung wird auch heute noch von fundamentalistischen, kreationistischen und anti-darwinistischen Kreisen bekämpft. Adaptiert wurde sein Werk hingegen vom Panpsychismus.